# Droga wojewódzka 442
Die Droga wojewódzka 442 (DW 442) ist eine 73 Kilometer lange Droga wojewódzka (Woiwodschaftsstraße) in der polnischen Woiwodschaft Großpolen, die Września mit Kalisz verbindet. Die Strecke liegt im Powiat Wrzesiński, im Powiat Pleszewski und im Powiat Kaliski.

## Streckenverlauf
Woiwodschaft Großpolen, Powiat Wrzesiński
-  Września (Wreschen) (A 2, DK 15, DK 92, DW 432)
- Bierzglinek (Burgdorf)
- Kaczanowo (Entenau)
- Nowa Wieś Królewska (Königsneudorf)
- Wygoda
- Kołaczkowo (Kolaczkowo)
-  Borzykowo (DW 441)
-  Pyzdry (Pyzdry, Peisern) (DW 466)
- Tłoczyzna
- Tomice

Woiwodschaft Großpolen, Powiat Pleszewski
- Leszczyca
-  Gizałki (Gizalki) (DW 443)
- Ruda Wieczyńska
- Niniew
- Kwileń
- Chocz (Chocz)
- Stary Olesiec
- Piła
- Kuźnia
- Brudzewek
- Janków Pierwszy

Woiwodschaft Großpolen, Powiat Kaliski
- Łaszków
- Wyganki
- Jastrzębniki
- Pamięcin
- Żegocin
- Piotrów
- Pawłówek
-  Kalisz (Kalisch) (DK 12, DK 25, DW 450, DW 470)